# Ligne d'Avesnes à Sars-Poteries
La ligne d'Avesnes à Sars-Poteries était une ligne ferroviaire du département du Nord, à voie unique non électrifiée, qui reliait la gare d'Avesnes à celle de Sars-Poteries, où elle rejoignait la ligne de Maubeuge à Fourmies.
Elle constituait la ligne no  239 000 du Réseau ferré national.

## Historique
Dès 1870, le Conseil Municipal de Felleries, par délibération en date du 20 septembre 1870, demande au Préfet du Nord la construction d'une ligne de chemin de fer d'Avesnes à Sars-Poteries. En effet, à l'époque, étaient présents à Felleries des tanneries, des brasseries et six scieries et fabriques d'articles de boissellerie. La consommation en bois des seules scieries et fabriques de boisselleries oscillait quotidiennement entre 20 et 30 tonnes. Le chemin de fer ne pouvait qu'aider à recevoir les matières premières et exporter les produits finis.
En 1879, la ligne est inscrite dans le plan Freycinet (loi du 17 juillet 1879) sous le no 11 (Avesnes à Solre-le-Château).
La ligne est concédée à titre éventuel par l'État à Compagnie des chemins de fer du Nord selon les termes d'une convention signée entre le ministre des Travaux publics et la compagnie le 5 juin 1883. Cette convention est approuvée par une loi le 20 novembre suivant.
La ligne est déclarée d'utilité publique par un décret le 16 août 1893 qui rend la concession définitive.
Un arrêté du 23 avril 1896 ordonne une enquête pour déterminer le nombre et l'emplacement des gares et stations. L'enquête a lieu le 12 juin 1896.  En 1898, après le jugement d'expropriation rendu le 29 avril 1898, les travaux de construction de la ligne Avesnes-sur-Helpe - Sars-Poteries commencent. La ligne est à voie unique et relie les lignes de Maubeuge à Fourmies et d'Aulnoye à Hirson.
La réception des travaux a lieu le 24 juin 1901. D'une longueur de 14 km, la ligne relie Avesnes-sur-Helpe à Sars-Poteries via Flaumont-Waudrechies (point d'arrêt), Sémeries, Felleries et Beugnies. Le trajet pouvait ensuite se poursuivre jusque Solre-le-Château en empruntant une partie de la ligne de chemin de fer Maubeuge - Fourmies car, au niveau de Sars-Poteries, les deux lignes se rejoignaient et avaient un petit tronçon commun. La ligne est inaugurée (sans cérémonie sauf à Felleries) et ouverte au public le samedi  20 juillet 1901. Pour la petite histoire, le jour même de l'inauguration, le train en provenance d'Avesnes et à destination de Sars-Poteries déraille à hauteur du Camp de César à 20h27. L'écartement de la voie en est la cause. À cet endroit une forte secousse est ressentie par la quarantaine de voyageurs. Fort heureusement, il n'y a pas de blessés et seuls quelques dégâts matériels sont constatés. La plupart de la quarantaine de voyageurs présents dans le train a dû rejoindre Avesnes à pieds le long de la ligne ...
- Trafic voyageurs : 
  - En 1910, au vu du service d'été, deux trains le matin et deux trains l'après-midi reliaient Avesnes à Sars-Poteries (ainsi que dans l'autre sens) en s'arrêtant à toutes les gares. Le trajet correspondait à une durée de 28 ou 29 minutes. Le trajet Avesnes - Solre-le-Château correspondait à 39 minutes s'il n'y avait pas un temps d'attente à Sars-Poteries.
  - En 1935, au vu du service d'hiver, trois trains reliaient Avesnes à Sars-Poteries dans les deux sens. Le trajet correspondait à une durée de 24 à 26 minutes. Le trajet Avesnes - Solre-le-Château correspondait à 33 minutes s'il n'y avait pas un temps d'attente à Sars-Poteries.
- Trafic marchandise : Avant la guerre 1939-1945, les locomotives à vapeur de référence étaient des 140 G. Elles ne pouvaient tracter que 510 tonnes eu égard aux déclivités de 18 pour 1000 rencontrées sur le parcours.

Jusqu'à la Seconde Guerre mondiale (16 août 1941), le transport des voyageurs est assuré. Ensuite, après l'arrêt du transport des voyageurs, le bus a pris le relais (ligne de bus Avesnes - Solre-le-Château). Ensuite, seul le transport de marchandises composé essentiellement par la livraison de fournitures agricoles (paille, engrais, ...) subsiste jusqu'en 1953. Les bâtiments existent encore aujourd'hui.
- 1956 : Le tronçon Bellerie - Beugnies est démonté.

### Dates  de déclassement
- De Felleries à Beugnies (PK 103,315 à 105,590), le 12 novembre 1954[5].
- De Beugnies à Sars-Poteries (PK 105,590 à 108,410), le 24 mai 1960[6].
- Du Camp de César (garage) à Felleries (PK 95,530 à 103,315), le 13 février 1964[7].